# Monasterio de Santa María de Moreruela
El monasterio de Santa María de Moreruela fue un monasterio perteneciente a la orden cisterciense ubicado en las cercanías del municipio Granja de Moreruela, en el noroeste de la provincia de Zamora (comunidad autónoma de Castilla y León, España). El monasterio se halla en un lugar apartado de los núcleos de población, junto a la denominada Vía de la Plata. Se considera uno de los primeros monasterios cistercienses edificados en la península ibérica. El patronazgo inicial correspondió a los herederos de Ponce Giraldo de Cabrera (Príncipe de Zamora) y tuvo su auge económico hasta el siglo XIII. El auge se tradujo en posesión de tierras circundantes, expansión de la red monástica mediante establecimiento de prioratos. A este periodo dorado le sobrevino una serie de siglos desde el XVI al XVIII caracterizados por la racionalización y ahorro de los recursos obtenidos durante la Edad Media. La comunidad de monjes inicial que vivía en el conjunto se supone fue de doscientos, cifra que se vio enormemente rebajada en los siglos posteriores a poco más de una veintena, a lo sumo una treintena. Es posible que tuvieran una cantidad similar de criados diversos entre mozos de cuerda, pastores, vaqueros, hortelanos, cocineros, etc.
Los edificios que componen el monasterio fueron sufriendo diversas reformas desde los inicios medievales, llegando a convivir todos ellos con una hospedería reciente creada a finales del siglo XVIII. El devenir y la exclaustración de los monjes se producen a mediados del siglo XIX debido a una serie de leyes desamortizadoras que se iniciaron durante la guerra de Independencia española. Estas sucesivas desamortizaciones finalizaron definitivamente con la actividad del convento en octubre de 1835. El rigor de los elementos y de los actos de rapiña causan su estado ruinoso en apenas varias décadas. El abandono convirtió el conjunto finalmente en una ruina. Las ruinas controladas que pueden observarse a comienzos del siglo XXI se erigieron en un periodo que va desde el siglo XII hasta el XVIII. Se declaró como Monumento Histórico Artístico el 3 de junio de 1931 por decreto publicado por el Gobierno provisional de la Segunda República. A pesar de ello las ventas posteriores de terrenos circundantes incluían algunos edificios del monasterio. Acto que obligó al Ministerio de Cultura a iniciar expropiaciones forzosas en el año 1981, siendo un conjunto protegido en 1995 en propiedad de la Junta de Castilla y León. Se han realizado varias intervenciones parciales a finales del siglo XX, comienzos del XXI.
Desde la publicación de Fray Ángel Manrique a mediados del siglo XVII se ha creído que el de Moreruela era el primer monasterio cisterciense hispánico. Datándose su incorporación en 1131. Esta creencia se mantuvo en pie hasta que en 1959 en el transcurso de la Segunda Semana de Estudios Monásticos el estudioso del Císter comienza a ponerlo en duda retrasando la fundación entre 1153 y 1158, apuntando a Santa María de Fitero datado en 1140. Esta afirmación abrió un debate entre los académicos que continúa existiendo en la primera década del siglo XXI. El conjunto que puede observarse a comienzos del siglo XXI es una mezcla de estilos arquitectónicos que van desde el románico tardío, pasando por el gótico y finalizando en una arquitectura del siglo XVIII.

## Entorno geográfico

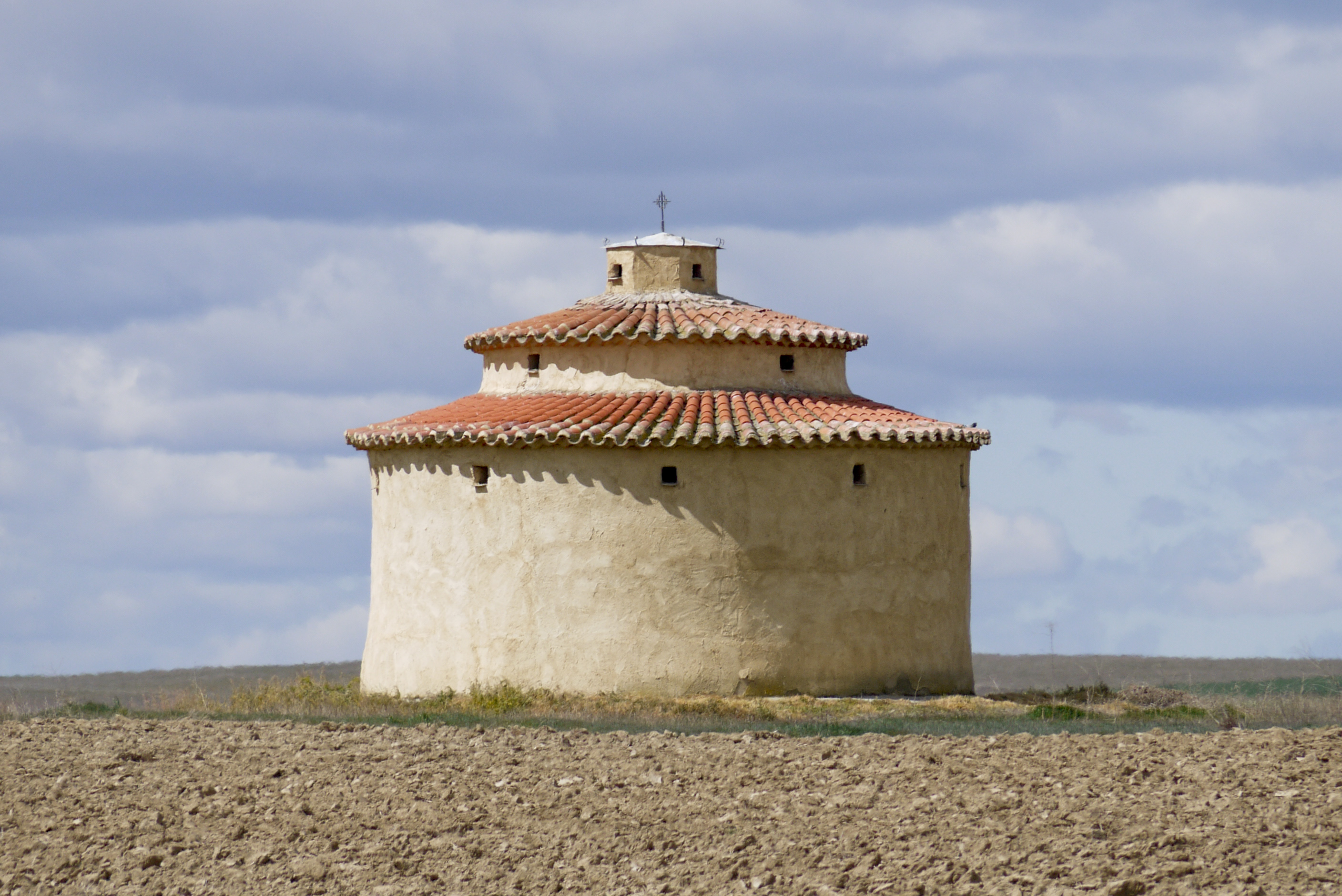
Palomar en el cercano complejo lacustre de Villafáfila, los palomares eran propiedades de los monasterios que proporcionaban rentas a los monjes.

El entorno y área de influencia del monasterio ha ido variando y fluctuando a lo largo del tiempo desde el siglo XII. Suele considerarse como área de influencia del monasterio la comprendida por las cuencas de los ríos Esla y Valderaduey, ambos afluentes del Duero. El río dominante en la zona es el Esla que desde comienzos del siglo XX se encuentra embalsado, primero por la presa de Ricobayo (desde 1926) y posteriormente por la presa de Santa Eulalia (comienzos del siglo XXI). Esta situación cambió la morfología del entorno con respecto a la inicial del monasterio. Esta área presenta características muy similares de flora y fauna. Esta zona se considera a comienzos del siglo XXI como Tierra de Campos, caracterizada por su suelo arcilloso en el que abundan los cultivos de cereal y los árboles más habituales son los quejigales, los encinares formando dehesas, y ya desde mediados del siglo XX los pinares (pinus pinea). El paisaje que rodea el monasterio es llano, abundan las suaves elevaciones (denominadas tesos) que no sobrepasan los 750 metros de altitud sobre el nivel del mar. Algunos de estos parajes quedan reflejados en la documentación existente, dispersa del monasterio. En muchos casos este entorno formaba parte de la explotación ganadera y maderera del entorno de la comunidad. En muchas ocasiones se ha ce referencia al monte, emplazado al este del cenobio.

### Paisaje
El clima de la zona corresponde a una zona mediterránea continentalizada de inviernos fríos y lluviosos, de veranos cálidos y extremadamente secos. La pluviometría indica que la lluvia es escasa y apenas ronda los 500 mm anuales que se reparten entre los meses de otoño e invierno. Desde el punto de vista geológico los materiales que se encuentran corresponden a periodos Terciarios y Cuaternario. Se encuentra en las cercanías el complejo lacustre de Villafáfila, ubicado sobre suelos salinos. Uno de los pocos que producía sal en todo el reino de León, durante los inicios del monasterio. El área de las lagunas es, desde el año 1986, calificado como reserva natural. La vegetación posee una escasa variabilidad, los árboles cercanos al monasterio corresponden a fresnos (Fraxinus angustifolia), al álamo blanco (Populus alba), al chopo (Populus nigra) y al negrillo (Ulmus minor). El paisaje agrario dominante corresponde a cultivos de secano explotados mediante labor intensiva: principalmente trigo y cebada. El cultivo de la vid era muy habitual hasta finales del siglo XIX. Respecto de la fauna autóctona ligada al agua se puede afirmar que hay barbos (barbus bocagei) en las cuencas de los ríos embalsados, la existencia de lampreas hoy en día es muy escasa (esta especie da nombre a una zona cercana al monasterio). En el terreno de las aves se encuentra la avutarda (otis tarda), el sisón (Tetrax tetrax), la ortega (Pterocles orientalis), el alcaraván (Burhinus oedicnemus), el halcón peregrino, la codorniz, e innumerable cantidad de pequeñas aves. Una de las constantes de la arquitectura popular que se encuentra en las zonas cercanas al monasterio son los palomares.
Una de los fundamentos de la economía de la zona a comienzos del siglo XXI es la agricultura y la ganadería. En la ganadería es la oveja una de las principales fuentes de ingresos. La presencia de vacuno se incrementó en la década de los años 1970 debido a la introducción de la vaca frisona. La presencia de industria en los municipios de la zona es casi inexistente. La zona sufre desde finales del siglo XX un fuerte despoblamiento. La población en los municipios envejece paulatinamente, y los jóvenes buscan puestos de trabajo en las grandes ciudades.

### Áreas de influencia
El monasterio se encuentra tradicionalmente en las cercanías de las ruinas del desmantelado castillo de Castrotorafe, importante baluarte medieval de la época. Así como por el ambiente lacustre de la reserva natural de Lagunas de Villafáfila. Ya desde el siglo XX la Confederación Hidrográfica del Duero realiza obras primero en el salto de Ricobayo (desde 1926) y posteriormente por la presa de Santa Eulalia (comienzos del siglo XXI). Estas últimas actuaciones han cambiado el entorno y paisaje del monasterio tal y como se ha concebido inicialmente en la época medieval.

## Historia

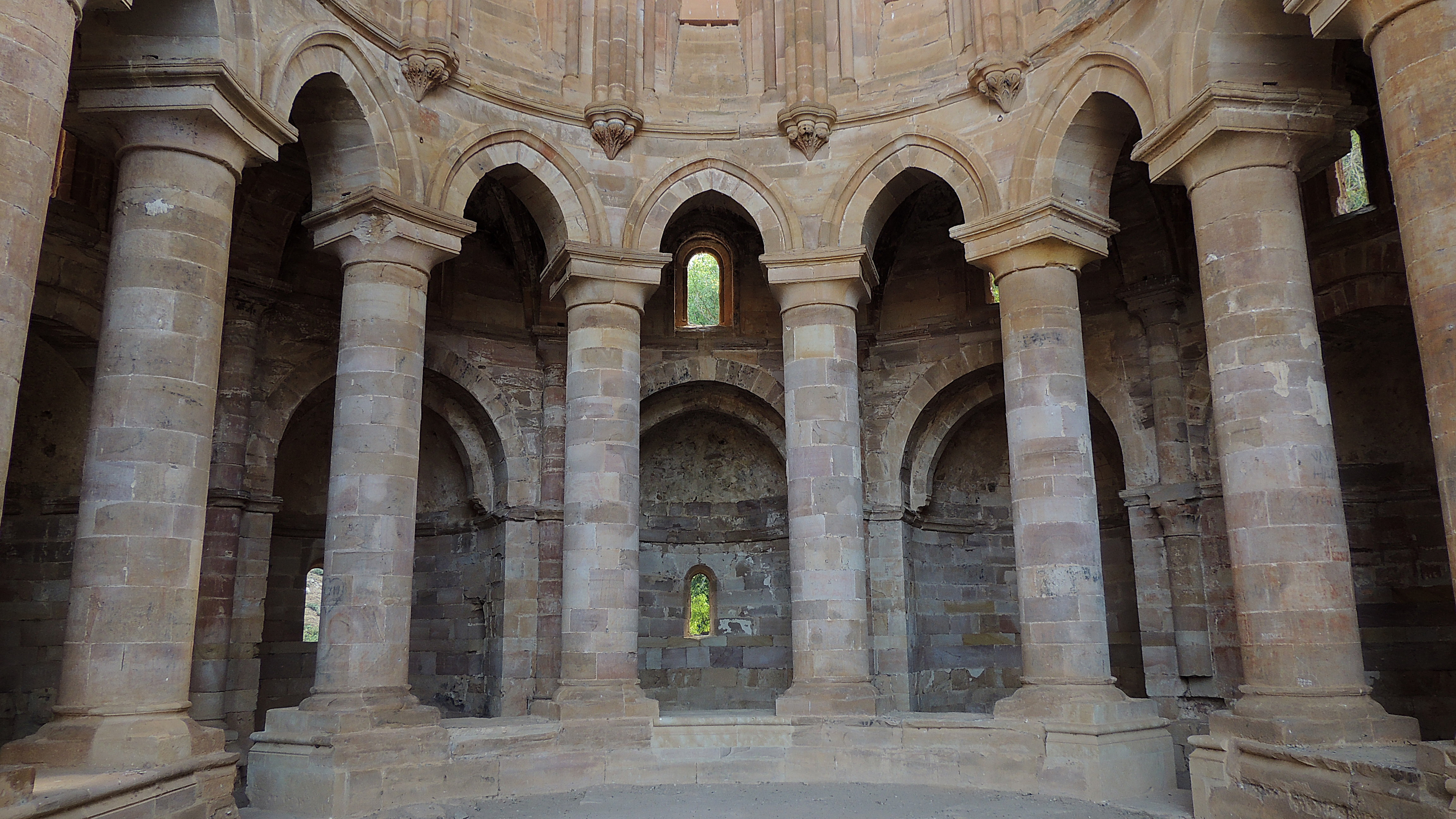
La girola es la parte más antigua del edificio, data de 1126

El origen del monasterio es objeto de debate entre los historiadores de comienzos de la primera década del siglo XI. No queda clara en las referencias documentales la posición de la primera fundación, como tampoco resulta clara la fecha en la que fue creada la primera comunidad de monjes. Las excavaciones arqueológicas y la investigación documental del monasterio son las únicas fuentes existentes en la determinación del monasterio primigenio. La primera referencia documental del monasterio se encuentra en un comentario encontrado en el Codex biblicus legionensis de la catedral de León en el que se menciona la vida del santo Froilán de Juan Diácono. Esta biblia del siglo X es una copia de 920 realizada de otra que se encuentra en el monasterio de Albares de la Ribera. En esta descripción se menciona como el obispo Froilán inaugura mediante los consejos de Alfonso III el Magno un monasterio en Salvador de Tábara y el de Moreruela a la ribera del Esla.

Locupletionem eum fecit, et honores magnun ditavit, potestatem illi concessam, ut in homnen suo regno visendi loca apta et amena construeret cenobioa ad congregandas populorum turmas sub regula Sanctae disciplinas constitutas. Aedificavit Taborense cenobium ubi congregavit utrarumque sexuum centies servi animas Domino servientum. In Tavarensi arcisteri sub umbraculo sci. salvatoris. Tunc deinde propiciens loco, ubi alterum aedificaret cenobium invenit amenum et altum locum era flumen Stole discurrente. Construxit ibidem cenobium nomine Morerola ubi congregavit ducentos fere monachos sub regulari norma constitutos.
Codex biblicus legionensis

Mención de la que se obtiene la simultaneidad de ambos monasterios fundados por Froilán, que el de Moreruela se funda con casi doscientos monjes bajo una regla monástica. La mención junto al río no da precisiones acerca de que orilla fue la fundacional. Las indagaciones arqueológicas muestran que quizás fuese la primera fundación en el lugar donde se encuentra la iglesia de San Miguel Arcángel en Moreruela de Tábara. es decir en la margen derecha del río Esla (flumen Stole). La aceptación de esta hipótesis obliga a creer que el monasterio tuvo que cambiar de ubicación debido a las campañas militares de Almanzor en el norte de la península a finales del siglo X. Las referencias documentales de comienzos del siglo XI siguen mencionando la existencia de un cenobio en la ribera del Esla, pero igualmente se olvidan de mencionar la orilla. Durante los siglos posteriores al XI la zona norte de la provincia de Zamora genera una tupida red de monasterios. En opinión de algunos autores, como parte de la política regia de repoblamiento de la zona tras las razzias de Almanzor. A pesar de estos intentos regios, y de las donaciones de los nobles, los núcleos poblacionales no crecieron suficientemente y muchos de ellos no lograron tener una población considerable. Esto fue una de las causas para que muchos de los monasterios de la zona, al final no sobrevivieran al periodo de reinado. A pesar de todo Moreruela si logró salvarse de esta primera selección debido al establecimiento de una zona de influencia debido a las múltiples posesiones que iba acumulando a lo largo del siglo XI.

### Primeras noticias: Santiago de Moreruela
La primera noticia documentada a lo largo del siglo XI se debe a un pergamino de 1042 que en grafía visigótica establece que las propiedades de un conjunto de villas cercanas (Iuncello), por orden regia de Fernando I de León se donan a un futuro propietario de nombre arabizado denominado Keia Hazbe. El texto menciona el territorio de la Lampreana y Manganeses. Menciona otras localidades desaparecidas en la zona a comienzos del siglo XXI como son: Iahafes, Zabales y Rubiolos. Aparecen en el texto los aristócratas de la Lampreana y el obispo de Astorga, hecho que otorga a la cesión un valor económico y simbólico de agradecimiento. La donación regia es en concepto de usufructo vitalicio, y tras su muerte se cederán al monasterio de Santiago de Moreruela. La zona de la Lampreana se establece como un área de cierta importancia económica por la explotación salinera cercana a las lagunas de Villafáfila, estableciéndose en este instante del siglo XI tres áreas de poder en la zona: la Lampreana, Castrotorafe, y la zona gobernada por el mismo monasterio. El castro forafees la zona donde se supone se concentra el poder militar defensivo de la zona. Esto hace suponer que la muerte de Keia Hazbe hace que el mismo monasterio tenga en su área de influencia gran parte de la zona. Esto hacía que rivalizara con monasterio de Sahagún. De Keia Hazbe se conoce poco de su vida, y es de suponer que por la magnitud de la donación regia que era un noble de la zona que hizo buenos servicios al rey. Esta donación indica que el monasterio se encontraba bien establecido en una zona de gran riqueza agropecuaria, imbricado en la red social de la realeza y la nobleza. Ampliando sus posesiones hasta Carballeda, el monasterio de Moreruela comienza a rivalizar con otros monasterios vecinos, como el de Sahagún. A pesar de ello, el monasterio desaparece en la documentación posterior hasta llegado el siglo XII.
La documentada cesión del monasterio por parte de Alfonso VII de León en 1143 a su leal seguidor Ponce Giraldo de Cabrera, en la desierta población de Moreruela de Frades, abre una incógnita sobre el estado anterior del monasterio. Ponce recibe este honor tras casi veinte años al servicio militar del emperador leonés. Formaba parte del más reducido círculo cercano al rey, era tenente de Sanabria y Cabrera. Ya poseía en estas fechas el título de Príncipe de Zamora. Este noble, de origen catalán, había ascendido constantemente de cargos en el seno del reino leonés debido a sus victorias militares, incrementando su contacto con la red social de nobles en la zona y recibiendo los favores del rey Alfonso VII. La orden regia era la de construir y mantener un monasterio. Es a partir de este instante cuando el monasterio se prepara para recibir la orden benedictina. La fecha del cambio no queda muy documentada, pero se produce en un intervalo entre el año 1158, cuando Fernando II de León se dirige a unos monjes de Moreruela de Santiago, y la bula del papa Alejandro III datada de 1163, en la que menciona el monasterio de San María. Es de suponer que el cambio de advocación supuso la reforma y el establecimiento de la Orden del Císter en la zona. Por lo tanto, pasaron casi veinte años desde la cesión de los bienes de Moreruela de Frades a Ponce de Cabrera y el establecimiento de la Orden en la zona, periodo de tiempo en el que se sabe comenzó la construcción de la girola de la iglesia. El patronazgo de los Cabrera se muestra en otro monasterio cisterciense de la época: monasterio de Santa María de Nogales (San Esteban de Nogales y Alcubilla de Nogales, al sur de la Bañeza). En 1164 se hace otra donación regia a la viuda del conde Vela Gutiérrez: Sancha Ponce de Cabrera en la que consta del monasterio de Nogales. Ambos monasterios quedarían ligados, mediante las donaciones del patronazgo de los Ponce de Cabrera, durante varias generaciones posteriores que llegaron a servir a Alfonso IX de León.

### Conversión en monasterio del Císter: Santa María de Moreruela
Desde mediados del siglo XX los estudios históricos sobre la Orden del Císter se han centrado en establecer la cronología de cada una de las numerosas fundaciones en el norte de la península, con el fin de esclarecer el proceso de introducción y posterior expansión de la Orden del Císter en los reinos hispánicos. No obstante, este es un aspecto difícil de determinar, ya que las noticias de las nuevas fundaciones monásticas son escasas, confusas, y, en ocasiones, contradictorias. Moreruela no es un caso excepcional y se creyó durante mucho tiempo que fue el primero de los fundados en la península ibérica. Las investigaciones realizadas comienzan a mostrar una intervención de los nobles leoneses muy cuantiosa, sobre todo si se comparan con las aportaciones reales. En el reino de León los monasterios que surgieron por iniciativa de un magnate son Moreruela, San Esteban de Nogales y Sandoval, además de los monasterios femeninos de Santa María de Carrizo, Gradefes y Otero de las Dueñas, mientras que el monarca solo llegó a fundar dos monasterios cistercienses en tierras leonesas. El apoyo de los nobles a estas nuevas fundaciones de monasterios concedía fama intergeneracional, permitía que fuesen un lugar de santa sepultura y de recuerdo póstumo, es decir de un tipo de perpetuación de la familia y de su recuerdo.
Entre los negocios de los monjes se encuentra la actividad minera sobre las zonas cercanas al monasterio. Las ferrerías de Figueruela se citan en una bula de Inocencio III en 1208, confirmando las posesiones del monasterio sobre las mismas, mientras que la granja de Ferreras, seguramente vinculada en algún instante a estas actividades, aparece mencionada por primera vez en 1163 cuando el papa Alejandro III toma bajo su amparo el patrimonio de Moreruela. En relación con Moreruela se localiza la única referencia a una posible actividad minera de cobre en la sierra de la Culebra (Aliste). Se trata de un documento de 1335 por el que Alfonso XI cede a los monjes de Moreruela los derechos de extraer cobre de los minerales que se encontrasen en sus términos.
El primer historiador en estudiar la introducción del Císter en España fue fray Ambrosio de Morales en el siglo XVI, y tuvo en Athanasio de Lobera un corrector capaz de definir con detalle las aportaciones de los nobles frente al rey leonés. Fue un monasterio cisterciense erigido entre los siglos XII y XIII, y situado en las cercanías de Granja de Moreruela de la provincia de Zamora, en plena comarca de Tierra de Campos. Fue declarado Monumento Nacional el 3 de junio de 1931.
Sobre un antiguo monasterio levantado a finales del siglo IX bajo el patrocinio del rey Alfonso III de Asturias se estableció una comunidad de monjes cistercienses convocados por Alfonso VII de León, el Emperador, con el propósito de poner en producción las tierras que se iban ganando a los musulmanes al sur del reino y crear las condiciones propicias para una rápida repoblación. Para ello puso a disposición de los monjes blancos del Císter los territorios de las villas circundantes que ellos se encargaron de cultivar y explotar. La fundación monástica puede fecharse en 1133.

### Inicio del declive en Moreruela:sigloXIV

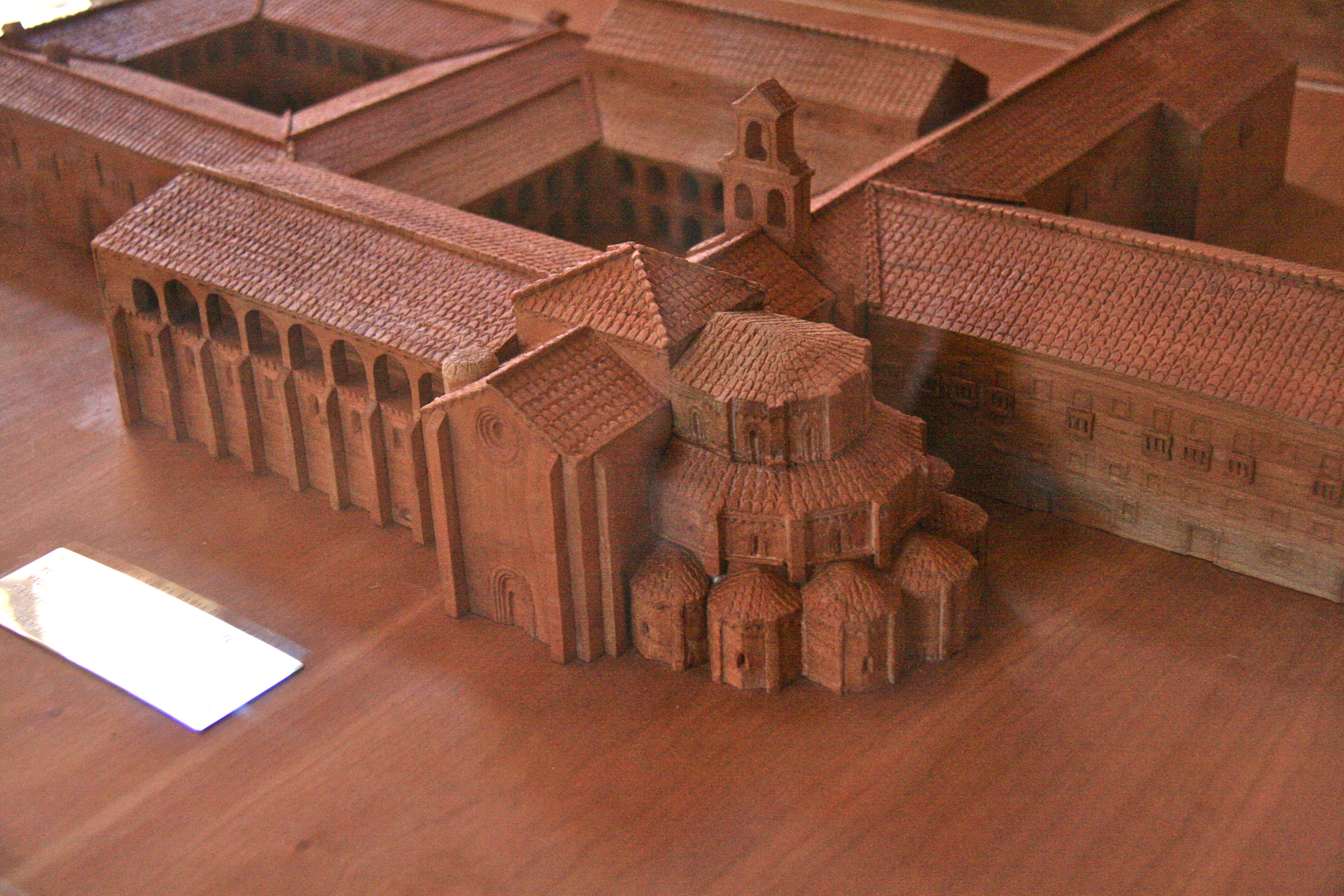
Maqueta de madera realizada en 2008 por Noemí Martínez Murciego y Luis Miguel González Colmenero con motivo de la Exposición «Santa María de Moreruela 1808-2008: Del olvido a la memoria» en el que muestra la disposición general de los edificios del monasterio antes de que fuese exclaustrado. Visible hoy en día en el monasterio de Santa María de Moreruela.

A partir del periodo que va desde 1298 hasta 1325 se produce una crisis económica en el Monasterio que pasa de un periodo de expansión a uno de recesión. Este declinar se prolongó a lo largo del siglo XIV. En el siglo XV el gobierno de Moreruela fue dado en encomienda y es posible que a lo largo del siglo los monjes trabajaran por consolidar el patrimonio y racionalizar sus rentas. Esto supuso que los monjes perdieran sus propiedades más alejadas y concentraran sus esfuerzos en los dominios más cercanos. A esto cabe añadir que si en los siglos precedentes tuvo Moreruela la protección de los Nobles, con el advenimiento del siglo XV las disputas en sus tierras fueron creciendo. De estos sucesos hay documentación en el archivo histórico de la Chancillería de Valladolid, la conflictividad con los vecinos de sus tierras, e igualmente con los monasterios vecinos. El claustro medieval del monasterio y sus otras dependencias sufrieron profundos cambios y transformaciones a partir de su incorporación a la Regular Observancia de Castilla en 1494 (denominada también como Congregación de San Bernardo de Castilla). Esta incorporación supuso un periodo de reformas en muchos de los edificios, pero igualmente se produjeron numerosas optimizaciones en los recursos, asegurando una holgada supervivencia de los monjes a cuenta de sus rentas cerealísticas.
La entrada del monasterio en la Regular Observacia trajo consigo una profunda renovación de espacios. Se desconoce la causa de esta reforma arquitectónica, quizás fuese el mal estado que se encontraba la planta, quizás fuese el intento de ofrecer un nuevo servicio. Sea como fuese las investigaciones arqueológicas realizadas muestran un gran esfuerzo constructivo a lo largo de los siglos posteriores. En el siglo XVIII los edificios se habían deteriorado y sufrieron una gran restauración que necesitaba una gran financiación. Se construyó un nuevo claustro cuyas obras continúan al comienzo del siglo XIX, viéndose interrumpidas durante las varias desamortizaciones que tendrían que ocurrir.

### El final del monasterio
La caída del Antiguo Régimen y el advenimiento de la revolución liberal con el establecimiento en España del Estado liberal. Cuyas primeras acciones fueron la supresión de las órdenes regulares y la desamortización de sus bienes patrimoniales. El monasterio se extingue, los monjes se dispersan y sus bienes son vendidos en pública subasta a particulares. La comunidad de monjes entrando en el siglo XIX era estable y consistía en unos cincuenta monjes. La mitad de ellos vivía en las instalaciones, el resto se encontraba in itiniere realizando estudios, tareas administrativas, atendían parroquias, en prioratos. Uno de los primeros acontecimientos que alteraría la vida de la comunidad fue la presencia de tropas napoleónicas en 1808 durante la guerra de la Independencia española. Este suceso trajo la primera desamortización de bienes. La descripción que hace Joseph-Jacques de Naylies al acuartelar sus tropas en 1808 menciona a 36 monjes.
La primera exclaustración se realiza físicamente el 24 de marzo de 1809 y fue dictada por el regente José I Bonaparte el 18 de agosto de ese mismo año en un real decreto en el que se suprimen en España todas las órdenes monacales, mendicantes y clericales masculinas. En dicho decreto se traspasa todo el patrimonio de los monasterios al Estado en concepto de Bien Nacional. Esta regla dispersa a los monjes que se ocultan en los pueblos cercanos del territorio libre de ocupación francesa. La situación se normaliza al acabar la Guerra de Independencia y tras la celebración del Capítulo General de la Orden del Císter en el monasterio de Santa María la Real de Osera (Orense) en 1813. Los monjes regresan con su abad al monasterio y comprueban el estado lastimoso de las estructuras tras cuatro años y medio de abandono. La carpintería de puertas y ventanas había desaparecido y el interior había sido saqueado. El restablecimiento de las propiedades llevó a una intensa labor judicial en la Chancillería de Valladolid. Finalmente en esta primera exclaustración no hubo apenas merma de patrimonio, aunque si daño de bienes. La llegada de los liberales al poder, tras el pronunciamiento de Rafael del Riego en Cabezas de San Juan (Sevilla) no favoreció a las reclamaciones de los monjes cistercienses. Las disposiciones legislativas de las Cortes de Cádiz favorecían de nuevo las políticas desamortizadoras. En septiembre de este año se presenta la Ley de Reforma de los Regulares (denominada también popularmente como Ley de Regulares) que el rey acaba firmando tras presiones y que entra en vigor el 25 de octubre de 1820. La subasta de bienes eclesiásticos hizo que en esta segunda desamortización los monjes perdieran tierras y bienes cercanas al monasterio. Las fincas de mayor tamaño son adquiridas por las familias burguesas de la zona. Aunque estos bienes regresaron a los monjes en 1823 tras varios litigios.
La aplicación de esta ley de Regulares hizo que nuevamente la comunidad de monjes, esta vez una veintena, tuviera que exclaustrarse abandonando el monasterio en noviembre de 1820. El alcalde de Benavente recibió los bienes del monasterio, evitando que los monjes vendieran parte de su hacienda. Con la llegada en 1823 de la restauración absolutista se pretendió llegar a la situación anterior intentando devolver al clero los bienes incautados por el estado, pero en muchos casos éstos habían sido vendidos. Los monjes de Moreruela regresan de nuevo al convento, esta vez menos dañado que con la invasión francesa. Se vuelve a reclamar el patrimonio en juicios interminables. El fallecimiento de Fernando VII dio inicio al reinado de Isabel II y el inicio de las guerras carlistas. Todo ello hizo que volviera a acarrear nuevas oposiciones a la comunidad cisterciense de Moreruela. Durante el largo proceso de las guerras carlistas los monjes de Moreruela dieron cobijo al obispo de León Joaquín Abarca, cabecilla carlista, suceso este que atrajo las iras del gobierno liberal contra los monjes de Moreruela.
En el año 1835 la llegada al poder de Juan Álvarez Mendizábal, con la minoría de edad de Isabel II se instaura un gobierno liberal que hizo que se radicalizara la política desamortizadora del patrimonio eclesiástico. El 11 de septiembre de 1835 se establece la ley de cierre de todos los Monasterios abiertos hasta la fecha en el territorio español. Los últimos meses de vida comunitaria en Moreruela se vivieron con mucha agitación. El abad y un monje fueron procesados por el corregidor de Benavente por desafección al Régimen. El asunto debió traer bastante revuelo a la comunidad. Los últimos días se produjeron entre finales de octubre y comienzos de diciembre de 1835. Los monjes abandonaron el monasterio y tomaron cada uno un rumbo diferente. El monasterio y el monte adyacente fueron vendidos a particulares. A comienzos de siglo XX los edificios sufrieron diversos saqueos. En 1949 el entonces gobernador civil de la capital, Eusebio Rodríguez Vila, compra la dehesa de La Guadaña, que incluye los edificios del monasterio. Este solar se heredó y el Estado español mediante el Ministerio de Cultura inicia los trámites de expropiación forzosa del conjunto monástico en 1981. El monasterio se vendió como cantera. Los campesinos de la zona se llevaban con carros cargados de material pétreo para hacer sus casas. Así, el hastial occidental de iglesia en las décadas siguientes se derrumba y con sus piedras se edifica igualmente la iglesia del vecino municipio de la Granja de Moreruela.

### Monumento histórico e intervenciones
Una de las primeras menciones populares tras la exclaustración de los monjes se produjeron en la publicación de un periódico madrileño denominado El Tiempo, en el que aparece publicado un breve artículo de Tomás María Garnacho, posteriormente en el semanario Zamora Ilustrada por el historiador Ursicinio Álvarez Martínez en el que reproduce tres ilustraciones del monasterio: iglesia, sala de monjes y capitular. En ellas ya se puede observar el estado de ruina del conjunto. Gracias a él el conjunto se declara Monumento Histórico Artístico el 3 de julio de 1931. A pesar de ello, las expropiaciones no comienzan hasta los años 1980.

## Estructura de los edificios

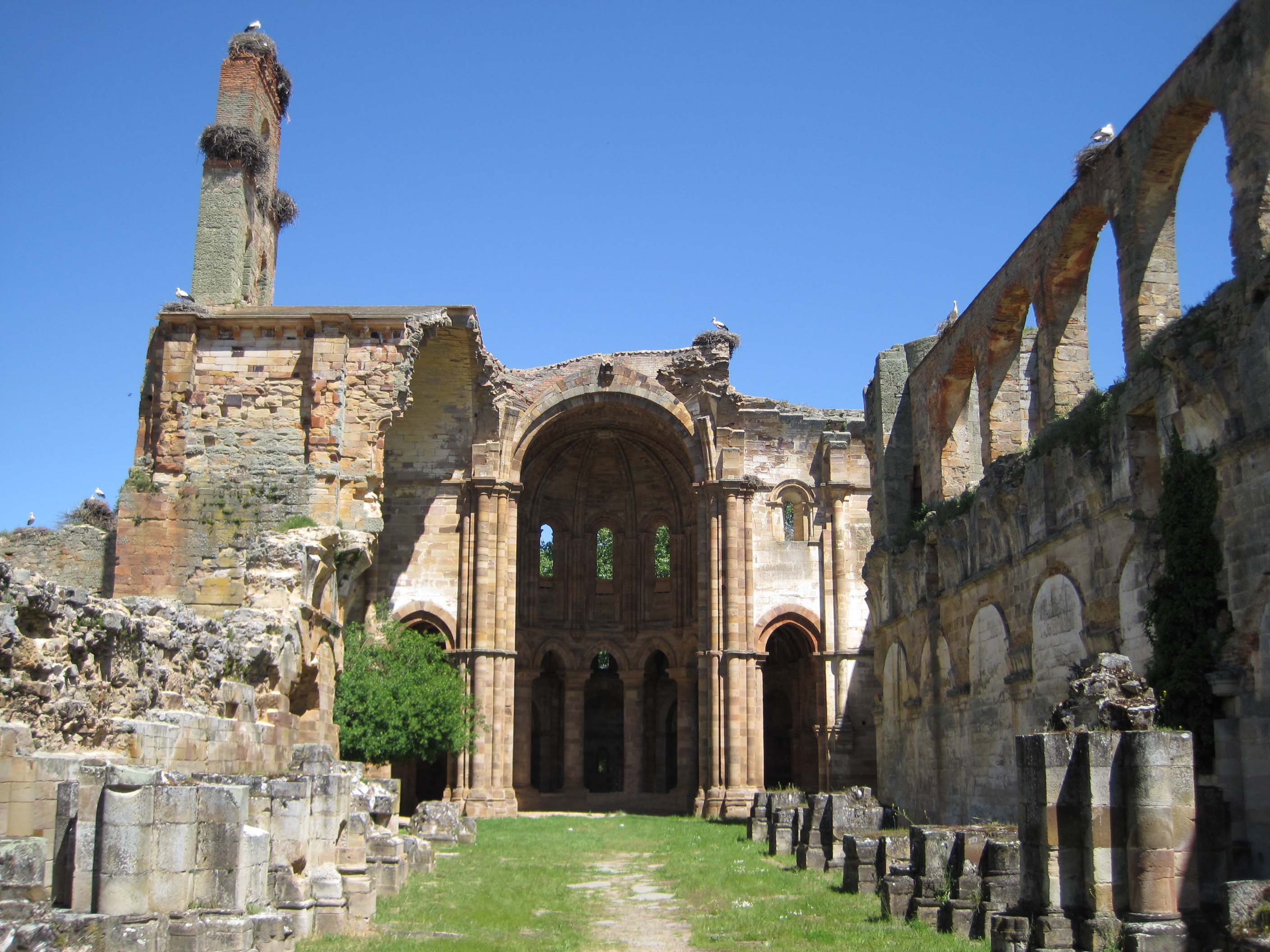
Vista del interior de la nave y transepto derruidos de la iglesia. Al fondo puede verse la capilla mayor muy restaurada.

Las ruinas que pueden admirarse a comienzos del siglo XXI corresponden a un modelo arquitectónico cluniacense adaptado a una tipología Císter. La observancia de las Reglas de San Benito hacen que el lugar elegido se encuentre en zonas solitarias, apartadas de núcleos poblacionales. Las fechas de construcción indican un periodo inicial de estilo constructivo románico que evolucionaría pronto a un gótico temprano. Los abades de la congregación cisterciense transmitían a sus filiales el plan arquitectónico que habían aplicado anteriormente en la construcción de su propia abadía, así como toda la experiencia acumulada. Todos los abades de los monasterios del Císter, se reunían en Capítulo General una vez al año, y durante este periodo se discutía acerca de los detalles de la construcción y del estado de las obras en marcha o de las ya construidas. Desde el punto de vista histórico si se sabe que tras la afiliación al Císter del monasterio hizo que se comenzara inmediatamente las obras. Comenzando estas por la girola.
El núcleo monacal propiamente dicho, lo componían la iglesia y las dependencias residenciales de los monjes. Los monasterios cistercienses respondían a un mismo programa constructivo, y podían comprender otras instalaciones tan diversas como la hospedería, la enfermería, la botica, los molinos, las fraguas, los palomares, las granjas, los talleres y todas aquellas, que prestaran servicio a una comunidad auto subsistente. La organización de las obras estaban siempre a cargo del magister operis, entre cuyas responsabilidades se encontraba la organización de los maestros canteros, carpinteros y mozos de obra. Los ritmos de las obras estaban supeditados en todo instante a la situación financiera, y al ritmo de las donaciones. El monasterio de Moreruela gozaba desde sus inicios de ingresos estables cuyo origen era la producción de un tejar y varias aceñas ubicadas a lo largo del río Esla. El material pétreo con el que se han realizado los primitivos paramentos (principalmente Iglesia y Estancia) está compuesto de areniscas micáceas, cuarcitas micáceas y esquisto pizarroso. Las reformas postmedievales emplean cuarcitas. Para el enripiado se utilizan esquistos pizarrosos. Todos ellos muy habituales en la zona en las estribaciones de la sierra de la Culebra.
Lo primero en ser construido fue la Iglesia, concretamente la zona del altar que contiene los absidiolos. Tras la Iglesia se procedía a construir la sala capitular (zona de ordenamiento administrativo de la vida cotidiana) y posteriormente la sala de monjes (sala de convivencia durante los meses de invierno). Tras estos espacios se vertebraba después las áreas administrativas tales como el calefactorio, los refectorios respectivos para los monjes y los conversos. Se desconoce si el monasterio tuvo, o no, un área específica dedicada a locutorio, al igual que una fuente muy habitual en los monasterios cistercienses.

### La iglesia

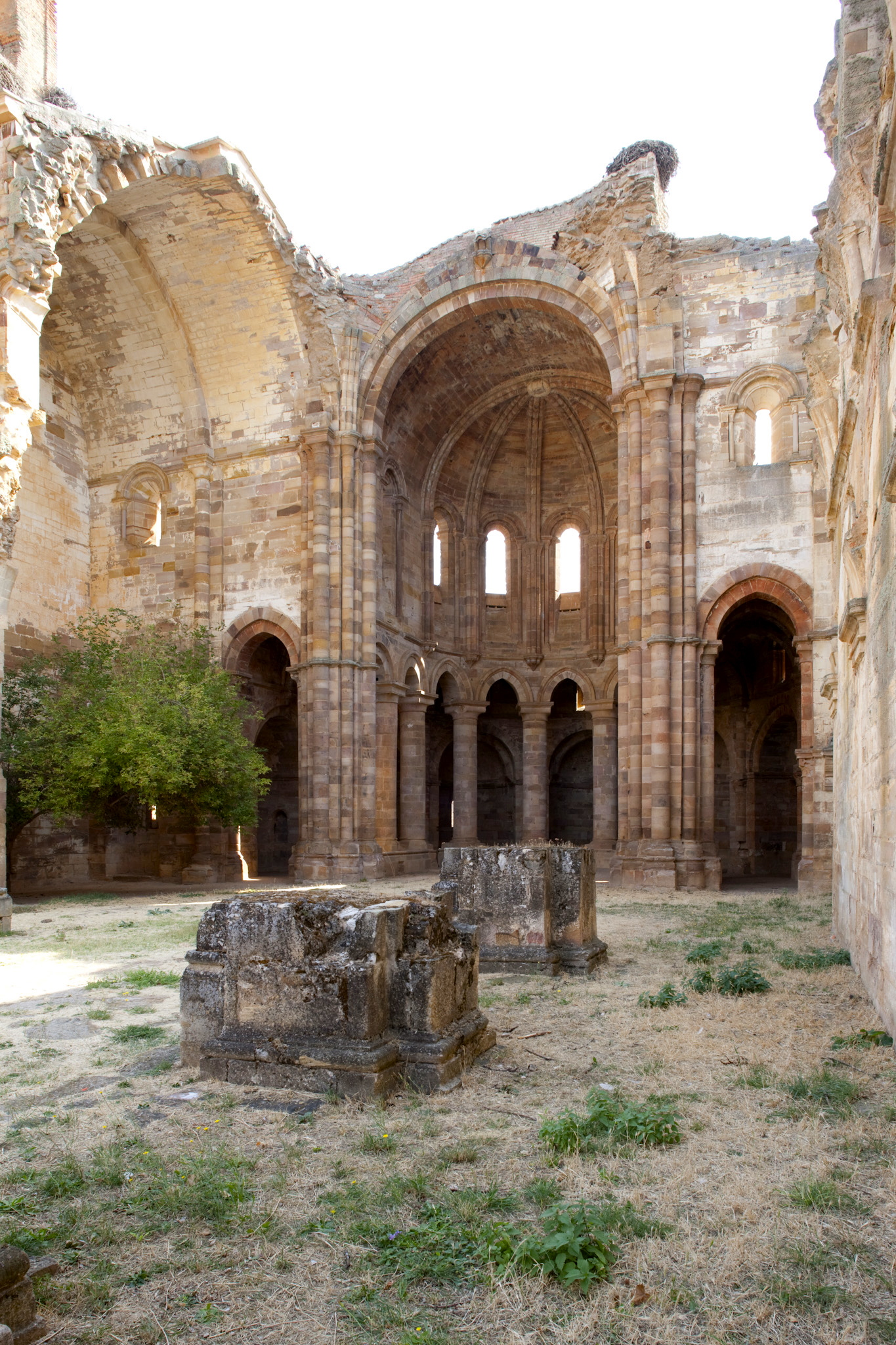
Vista del transepto y de la bóveda octopartita, ausente por su derribo.

La iglesia se construyó a finales del siglo XII, todavía en estilo románico, aunque con elementos de transición hacia el gótico, como los arcos de medio punto o las bóvedas de ojiva. Iniciada en el año 1162, es el primer edificio del conjunto en construirse, y a pesar de la celeridad impuesta en su construcción no se hace en una única etapa. Era costumbre construir simultáneamente las dependencias de la sala de Capítulo y de la iglesia, dando un espacio para el futuro claustro. No se conserva íntegro el conjunto del edificio, pero sí lo suficiente para dar una clara idea de sus formas y volúmenes iniciales. La orden del Císter tenía instrucciones muy claras acerca de la simplicidad ornamental de las iglesias. Es decir se construían sin esculturas, ni pinturas de ningún tipo, con ventanas de vidrios transparentes y sin torres ni campanarios de gran altura. Las paredes en el interior eran de piedra vista, o enlucidas en blanco, sin pinturas, ni vidrieras. Al igual que Todo ello contrastaba con la riqueza ornamental de las anteriores iglesias cluniacenses. La iglesia de Moreruela, al igual que otras del Císter, se dedicaba a la Madre de Dios. La espadaña con campanario que puede verse en el siglo XXI es un añadido posterior del siglo XVIII.
La geometría empleada en el diseño de su planta se inicia con un cuadrado de 100 pies carolingios de longitud. El área que cubre los absidiolos y el transepto es un cuadrado de 66 pies castellanos de lado, cuyas diagonales se cruzan igualmente en las diagonales del transepto. Algunos historiadores destacan el desorden constructivo a la hora de afrontar la iglesia, existiendo incongruencias y falta de unidad en el proyecto inicial. La construcción debió realizarse en tres etapas repartidas entre el siglo XII y XIII. En una primera etapa se produjo la construcción de siete absidiolos de traza circular, tangentes entre ellos, cubiertos finalmente mediante bóvedas de horno. Las siete capillas se abren a la girola mediante un arco de medio punto sustentado por dos columnas. En una segunda fase la girola se eleva sobre los absidiolos dando lugar al cuerpo intermedio. Todo ello fue iniciado con trazas románicas. Cada uno de sus tramos se cubre con una bóveda de crucería. En una tercera y última etapa se cierra la capilla principal con una cúpula de horno.
Se trata de una planta de cruz latina compuesta por tres naves muy largas de nueve tramos y transepto muy ostensible. De todo el conjunto, lo auténticamente singular es la cabecera formada por tres cuerpos de diferentes alturas: el más bajo lo constituyen siete absidiolos de traza circular que cierran exteriormente la girola cuya altura destaca sobre ellos dando lugar al cuerpo intermedio. Esta, a su vez, circunda la capilla mayor o ábside propiamente dicho que eleva su cerramiento por encima de todo el grupo formando el tercer cuerpo. Los absidiolos se cubren mediante bóveda de horno y se comunican con la girola a través de arcos de medio punto. La girola está cubierta en cada uno de sus tramos por bóveda de crucería, mientras que la capilla central se cierra, como los absidiolos, con bóveda de horno sustentada por ocho columnas dispuestas en semicírculo. La capilla mayor es la parte que más remite al gótico, con columnas estilizadas y unos vanos que ofrecen al conjunto la sensación de verticalidad característica de este estilo. El presbiterio se encuentra cubierto por una bóveda de cañón. Los paramentos de las naves se realizaron con piedra arenisca empleando la técnica del opus emplectum.
Las naves de la iglesia se derribaron en algún instante entre la exclaustración y la última década del siglo XIX. Se puede intuir que eran tres, la central más alta que las laterales. Solo ha sobrevivido dos de los muros laterales, muy modificados, y los basamentos de los pilares. El muro norte se conserva hasta media altura, se abren en él tres puertas: la puerta de conversos, la de monjes (ambas proporcionaban acceso al claustro) y una tercera de reducidas dimensiones. El muro sur se conserva con su altura íntegra, pero con abundantes grietas. La iglesia sufrió una fuerte transformación interior en el siglo XVI y XVIII. Las excavaciones arqueológicas realizadas en 1985 en el suelo junto a las basamentas de las columnas muestran que en la iglesia se hacían enterramientos en época de Carlos III.

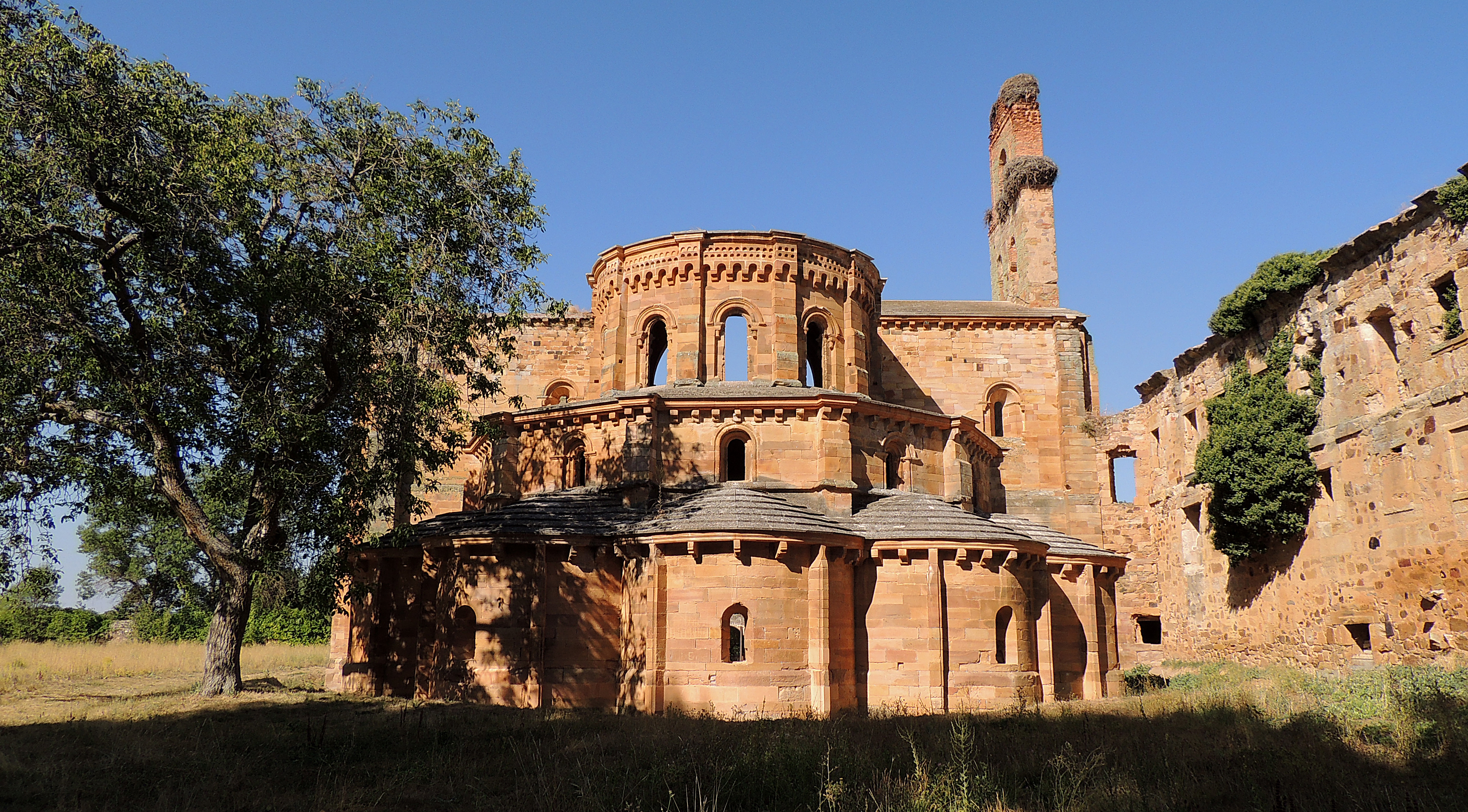
Cabecera de la iglesia desde el exterior

El exterior de la cabecera, vista desde el huerto, permite ver tres partes claramente diferenciadas en altura. En el nivel superior discurre una cornisa compuesta de una arquería ciega sobre modillones. El aspecto que posee este exterior es fruto de las internvenciones de 1989. Esta girola exterior se encontraba rematada inicialmente de teja, fruto de la intervención de restauración que realizó inicialmente Menéndez Pidal en los años setenta. Con los años esta intervención fue mostrando problemas constructivos debido al uso de materiales como el cemento Portland que disolvía sales minerales incompatibles con la estructura pétrea de la girola, presentando además coeficientes de dilatación diferentes, lo que provocó fisuras en la fábrica de los muros. Preocupaba mucho en las restauraciones de 1989 las humedades debidas a la diferencia de cota existente en el exterior, el terreno estaba recrecido casi un metro y esto causaba fuentes de humedad en el interior. La intervención de urgencia realizada en 1995-1996 por Leocadio y Lera sanearon todos los elementos incluidos en la restauración anterior de M. Pidal y se consolidaron los muros, finalmente se optó por construir una cubierta de cerámica. Durante estas actuaciones se pudo comprobar que la cubierta de la girola ha tenido diversas intervenciones a lo largo de la historia del monasterio.
En la iglesia recibieron sepultura, entre otros nobles, Fernán Pérez Ponce de León, nieto del rey Alfonso IX de León, quien fue señor de la Puebla de Asturias, Cangas y Tineo, adelantado mayor de la frontera de Andalucía, mayordomo mayor de Alfonso X el Sabio y ayo del infante Fernando IV el Emplazado, y su esposa, Urraca Gutiérrez de Meneses. Los restos de ambos se hallaban depositados en un sepulcro ubicado en el lado del Evangelio de la capilla mayor de la iglesia del monasterio.

### Claustro reglar
El claustro reglar se encontraba adyacente al transepto de la iglesia en lado norte. Situación típica de la planta constructiva de los monasterios Císter. De planta cuasi-cuadrada tenía dos accesos a la iglesia en dos puertas, la de monjes y la de conversos. La puerta de monjes es la más cercana a la capilla mayor y contiene más ornamentos entre sus jambas. Queda delimitado por sus otras tres pandas: la de capítulo, la del refectorio y la de la cilla (o de conversos). En época medieval es posible que tuviera una arquería con una cubierta de madera. Hay que tener en cuenta que en el siglo XVII se rehízo todo el espacio, elevándolo a una altura más. Es decir que a comienzos del siglo XXI, lo que se observa son las ruinas del claustro del siglo XVII. Quedando restos muy dispersos del claustro medieval.
La puerta de conversos se encuentra ubicada más alejada del altar. Inserto entre el claustro y la Iglesia se encuentra la sacristía cuyo acceso se encuentra en el medio del costado norte del transepto. El claustro era el centro de la vida monacal del interior del monasterio, desde su pasillo se tenía acceso al resto de las dependencias del monasterio. Era en este espacio en el que se realizaba la lectio divina. Este claustro suele ubicarse en la zona meridional más soleada, pero otras consideraciones como el aprovisionamiento de agua, como es en el caso de Moreruela, ubiquen este claustro en la zona septentrional. Debe pensarse que el claustro era la zona desde la que se accedía a las otras dependencias del monasterio.
El Claustro medieval del monasterio y sus otras dependencias sufrieron profundos cambios y transformaciones a partir de su incorporación Regular Observancia de Castilla en 1494. Los restos que se pueden ver a comienzos del siglo XXI corresponden a los zócalos del claustro renovado del siglo XV. Se pueden ver igualmente en los paramentos de la iglesia las marcas de apoyo y ménsulas de las bóvedas. Los accesos al exterior por el este, concretamente a la huerta, quedaron cerrados en el siglo XVII. Por el oeste se encontraba la cilla, y desde el denominado pasaje de conversos se accedía a la Hospedería. Los paramentos de este lado oeste muestran arcosolios funerarios. El claustro sufriría profundas reformas en los siglos XVII y XVIII. Era habitual en los monasterios cistercienses que hubiera una fuente en el claustro, bien en el centro, bien en los lados. En el caso de Moreruela se desconoce la existencia del mismo.

### Sala capitular
La sala capitular es el espacio de mayor importancia en la vida conventual tras la iglesia. En ella se reunían los monjes a capítulo al menos una vez al día. En esta sala se exponen cuestiones relevantes acerca de la administración de la comunidad. El Capítulo es igualmente el sitio donde se realizan los enterramientos importantes, benefactores y generalmente abades. En el paramento norte de la sala capitular se encuentra una inscripción que menciona un enterramiento de un magnate de comienzos del siglo XIII y su hijo: «Hic iacet Pelagius Tabladelli et hic filius eius Petrus Pelagii». La sala capitular de Moreruela es de planta cuadrada, con cuatro columnas centrales y cubierta de bóvedas de ojiva con nervios de piedra, y su ubicación relativa en el monasterio es original del siglo XIII. Se trata de una sala cubierta con bóvedas de crucería.
La mitad de la sala se encontraba desplomada ya a comienzos del siglo XX, y en las reparaciones de urgencia que se hacen el año 1985, se somete a una cubrición de encofrado hormigón que imita el ritmo espacial de las bóvedas.

### Sala de los monjes
Es una sala con planta rectangular dividida en dos naves en la que los monjes hacían trabajos colectivos a cubierto de la intemperie. El suelo de esta dependencia se encuentra a una cota inferior que el resto del monasterio. Originariamente en tiempos medievales esta sala tenía cuatro puertas de acceso. Una de ellas daba acceso al huerto que hay en la parte posterior, la otra daba al patio interior, y las otras dos una de ellas a las letrinas y la otra al calefactorium. Tras las restauraciones se ha practicado solo una entrada quedando el espacio muy desvirtuado. Esta sala es posible que tuviera otros usos durante el periodo que va desde XVII al XIX, haciendo a veces de un simple almacén.

### Espacios domésticos
Los espacios denominados así se encuentran en la panda norte del claustro y corresponden a la cocina, los refectorios respectivos y el calefactorio. Estos espacios fueron muy afectados por las reformas realizadas en el edificio en el siglo XVII. La cocina se encontraba en el piso superior, al haberse desplomado poco se sabe de su disposición. El refectorio de monjes medieval se subió igualmente al segundo piso durante las reformas del siglo XVII. Consta la existencia de un obrador de pan ubicado en la planta baja.
El dormitorio era el espacio que empleaban los monjes para descansar, ascendían tras el último oficio litúrgico de la tarde (subiendo por la escalera de día) y se levantaban en maitines descendiendo a la iglesia por la escalera homónima. En verano durante las largas jornadas, ocasionalmente se acostaban a mediodía. Las dependencias en los monasterios del Císter se encontraban separadas en dos, los monjes habitaban junto a la iglesia y los conversos segregados en otras dependencias más alejadas de la iglesia. Ambas comunidades se comunicaban mediante el claustro: un espacio común a ambos. Los monjes han vivido en las primeras plantas antes de la reforma impuesta en el siglo XV por la Congregación de San Bernardo de Castilla, a partir de este instante se consideró la posibilidad de residir en una segunda planta. A esta segunda planta se accede bien por la escalera de día que comunica con el claustro, bien por la iglesia en una escalera de maitines. Desde el punto de vista constructivo las dependencias de los monjes se construían al mismo tiempo que la iglesia. Una parada por temas de presupuesto, afectaba a la evolución de ambas construcciones.

### Hospedería
Traspasando al otro lado del claustro reglar por el pasaje de conversos que daba a la parte occidental del monasterio, se encontraba la denominada hospedería. Que el monasterio hacía funciones de hospedería ya se sabía desde 1252, en el que se denomina hostal. La enfermería se documenta un par de años antes, y la botica se instaura por primera vez en 1306. Era una de las funciones de los monjes hospedar a todo aquel viajero o peregrino que llegara a sus puertas, bien fuese religioso o seglar.
La enfermería se colocaba en la zona más apartada del monasterio. En ella se atendía a los hermanos enfermos y ancianos. Así como a los peregrinos que estaban de paso. En la enfermería no estaban sus habitantes obligados a seguir la regla monástica de San Benito. En Moreruela, desde el siglo XIII, constantemente ardían unas lámparas en la enfermería, debido a una promesa del abad Esteban de Moreruela con el arcediano de Zamora en Toro, Pedro Pérez, en 1250.

### Propiedades adyacentes: Las Aceñas
Se conoce documentalmente algunas de las posesiones del monasterio debido a las indagaciones documentales de compra-venta, de las declaraciones del Catastro de Ensenada en el siglo XVIII. Otras fuentes documentales como libros de apeo, actas notariales de compra-venta y sentencias judiciales con vecinos aportan gran cantidad de referencias documentales acerca de las posesiones del monasterio. Entre las posesiones del monasterio se encontraba un conjunto de aceñas que operaba a orillas del río Esla. Entre ellas se encontraba la aceña de Valmayor. Una barca mojabarbas, del canal del Priorato de San Andrés. Entre las posesiones se encontraba un tejar. Los lugares donde poseía tierras se encontraba Riego del Camino; Fontanillas; en Cerecinos del Carrizal donde poseían tierras y casas de labranza; en Cubillos unas vides; en Villafáfila poseía salinas, casas y huerto; Villarrín. En la tierra de Benavente poseía un elevado número de tierras donde destaca Arcos y Bretocino, en Bretó poseía un priorato. Logró posesiones en la ciudad de Toro como casas, cillas, corrales. En ellos hacía apréstamos. Entre las propiedades más alejadas del monasterio se encontraban bienes en la ciudad de Zamora (en el temblajo) y en la ciudad de Salamanca (Priorato de Sagos).
La principal fuente de ingreso proviene de los trabajos agrícolas. El mayor activo que poseían provenía de su patrimonio raíz. Otros ingresos provenían de las rentas como es el caso de la renta de la barca de paso sobre el río Esla denominada mojabarbas, las dos muelas que operaban en las aceñas de San Andrés, las de Valmayor. Tenían un servicio de botica que operaba en las poblaciones circundantes. La renta mayor provenía de los aprestamos de tierras. La jerarquización orgánica es desconocida, por la recurrente aparición en las escrituras de compra-venta del monasterio se sabe que estaba regido por un abad, un prior y un cillerero. Otros oficios descritos en los documentos pasaban por mayordomo, bolsero.

## Vida cotidiana
Los monjes que habitaban en las dependencias del monasterio estaban sometidos a las reglas de San Benito. El principal mandato es el ora et labora, con una especial atención a la regulación del horario temporal. Estas normas se resumen en 72 capítulos y describen con detalle las normas de convivencia. En ellas se describe no solo el comportamiento, sino que además la observancia de la vestimenta, y como se debía comportar el monje en cada uno de los oficios religiosos. La disposición de los edificios en el monasterio facilita la observancia de las reglas de San Benito. En el dormitorio los monjes descasan hasta el toque de maitines. A esta hora temprana los monjes se levantan y acceden a la Iglesia por la escalera de maitines para realizar el primer rezo del día. Tras este primer instante se dirigen todos a la sala capitular para recibir los trabajos a desarrollar. Allí quedan todos presididos por el abad tras el oficio.
Cada monje tiene una misión que realizar, los cocineros a la cocina, la mayoría al huerto, si es invierno se dirigen a la sala de monjes y allí realizan tareas de molienda, de desbrozado, etc. En la sala capitular se distribuyen los trabajos y tareas y se recibe disciplina, en el caso de haber falta. En el capítulo se recibe confesión. El cillero requiere a veces algunos monjes para trabajos de almacenamiento, porte. Los monjes novicios, conversos en la dedicación del monasterio se dedican a su lectio divina. A la hora de la comida se reunían todos en el refectorio, presidía el abad rodeado por los más ancianos de la comunidad. En el lavatorium se rasura a los monjes y en el calefactorium se reservaba a los monjes cuya debilidad necesitaba el alivio de un lugar templado y caldeado.
Al dormitorio acude el monje después de que la comunidad ha rezado Completas, caída la noche y cuando las puertas del monasterio se han cerrado al exterior.

## Restauraciones del conjunto
Cabe pensar que el monasterio se encontraba en plena renovación de dependencias cuando se produce el primer exclaustramiento en 1809. Esto supone que el daño de las exclaustraciones es mucho mayor, al ser abandonadas las estructuras de mantenimiento. Al finalizar este periodo los monjes regresaron y se retomaron inmediatamente las reparaciones del edificio. Los daños debido al saqueo tuvieron que alcanzar a los interiores de los edificios debido a la falta de carpintería en puertas y ventanas que documentan los monjes en 1814 cuando regresan. Además de todo ello muchas cubiertas tuvieron que ser retejadas y componer algunas de las bóvedas. Se documenta la creación de una fuente de sillería en las cercanías con el objeto de reparar paramentos. El dormitorio de los monjes se derrumbó en 1820 causando una pérdida del trigo almacenado. Las reparaciones realizadas en la segunda exclaustración se tienen que hacer con carácter de urgencia. Se compran tejas y adobe con el objeto de tapiar los vanos que ya no se utilizan. Se hizo una gran inversión en la reparación de los cañales (cercos de cañas hechos en los ríos para pescar).
El arqueólogo e historiador Manuel Gómez-Moreno inicia una singladura en la primera década del siglo XX recorriendo diversos monasterios y lugares sagrados. Cuando ve por primera vez Moreruela afirma que es el primer ejemplo de monasterio Císter en la península ibérica. La descripción en 1909 es ya catastrófica:

El Monasterio estaba ya todo desmantelado y deshechas sus galerías... pues pudo el hombre acarrear tal destrucción...

Parte de las piedras han servido para la construcción de la Iglesia de la Granja de Moreruela, provienen de la segunda exclaustración en 1820. El Ministerio de Cultura interviene administrativamente y en el año 1981 expropia la «Dehesa de la Guadaña» a sus propietarios particulares. Esta dehesa tenía entre sus propiedades al conjunto de edificios que compone el monasterio. Finalizando la expropiación en 1994 por parte de la Junta de Castilla y León pasó a su propiedad el 16 de marzo de 1995. Con ello se comenzó la serie de trabajos de limpieza y desescombro. Se realizaron igualmente diversas excavaciones arqueológicas en la zona de la Iglesia, Refectorio y algunos como la fragua. Estas excavaciones se hicieron parejas con las labores de consolidación.
Las primeras rehabilitaciones del monasterio exclaustrado se producen en el periodo de la década de los años 1970 se produjo el retejo de la cabecera, en la que se quita la teja existente y se colocan lajas de pizarra. Estas primeras restauraciones corren a cargo del arquitecto Luis Menéndez-Pidal y Álvarez y María Ángeles Hernández Rubio en los años setenta. El primer proyecto de restauración se firma en 1989, retrasado en fechas debido a los problemas administrativos que suponía la expropiación. En este informe colabora el Instituto de Ciencias de la Construcción Eduardo Torroja que incluye estudios sobre el material pétreo, así como de los morteros empelados. Las posteriores restauraciones, que acontecen ya en el año 1994 a cargo de Leocadio Peláez Franco y Miguel Ángel de Lera se abordan diversas zonas del monasterio.
En las primeras actuaciones de los años ochenta se tienen varios criterios, por una parte se pretende documentar en la medida de lo posible el monasterio, se pretende detener el estado de deterioro que presentan las estructuras, se procede a intervenir puntualmente en las partes que puedan suponer peligro a los visitantes, así como recuperar espacio al público visitante.

## Moreruela en la cultura popular

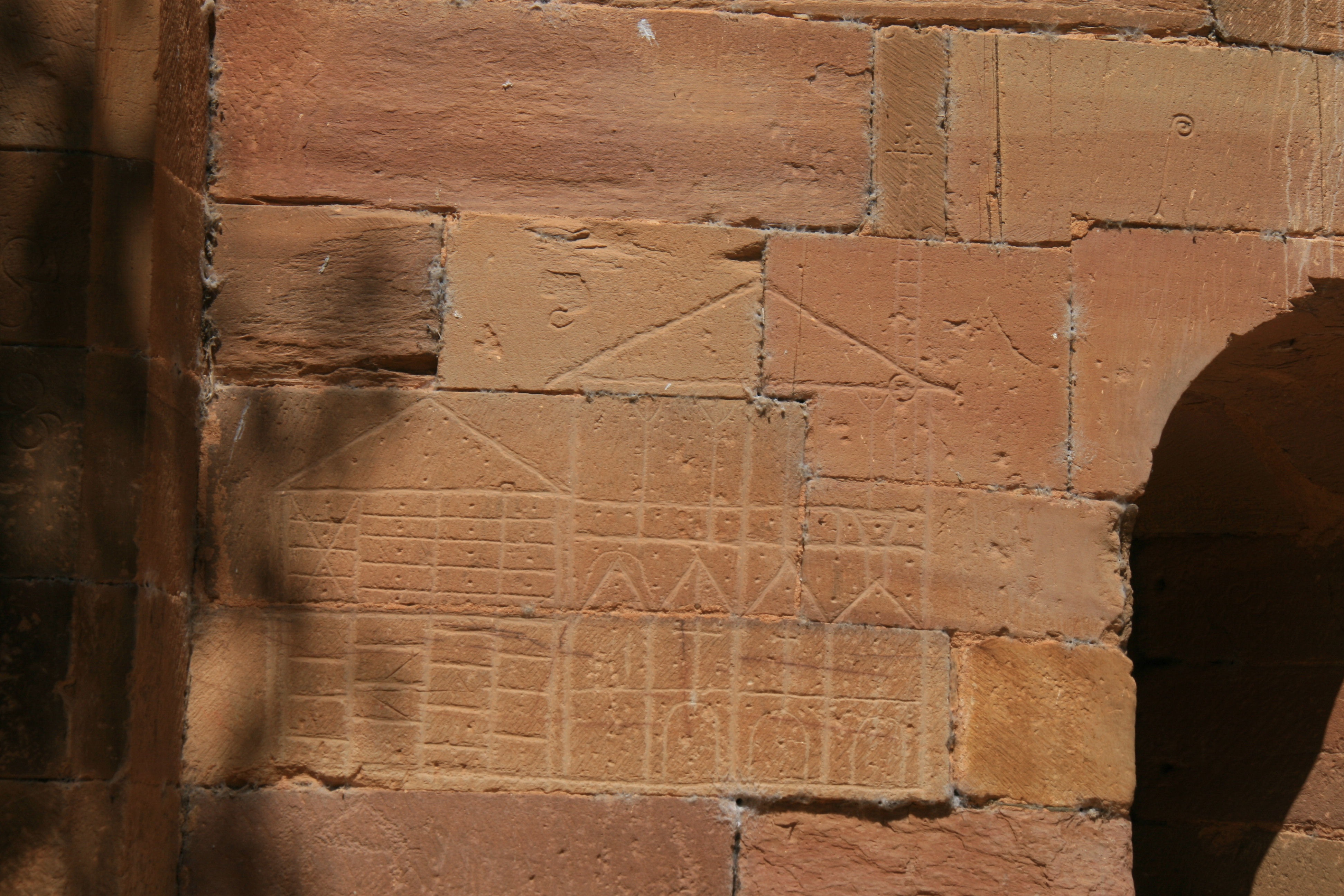
Plano del constructor

El poder evocador de las ruinas ha atraído e impresionado a diversos artistas desde mediados del siglo XIX. Curiosamente no aparece en libros de viajes de la época, siendo una de las primeras referencias la que expone en un conjunto de grabados publicados en Zamora Ilustrada en un número publicado en 1883. Resulta normal que el monasterio atraiga las miradas populares al ser una de las primeras expresiones del Císter en la península. Miguel de Unamuno menciona a Moreruela en 1911 tras una visita a sus ruinas, escribiendo en un artículo publicado en El Imparcial:

¡Qué majestad la de aquella columnata de la girola que abre hoy al sol, al viento, y a las lluvias! ¡Qué encanto el de aquel ábside! ¡Y qué inmensa melancolía la de aquella nave tupida hoy de escombros sobre que brota la verde maleza!
«Recuerdo de la Granja de Moreruela», Miguel de Unamuno

En 1930 se solicita por el interés arquitectónico y artístico que tienen las ruinas a la Dirección General de Bellas Artes, mediante informe a la Real Academia de Bellas Artes de San Fernando, que se declare a la Comisión de Monumentos como Monumento Nacional. Finalmente todo el conjunto es declarado monumento histórico-artístico por Decreto de 3 de junio de 1931 del Gobierno provisional de la Segunda República.
(En la foto que acompaña este apartado aparece un "grabado" que nada tiene que ver con "planos del constructor", ya que corresponde a un dibujo hecho en la década de los 70, entonces considerado obra de algún desaprensivo.)